# Gut Kreyenhorst

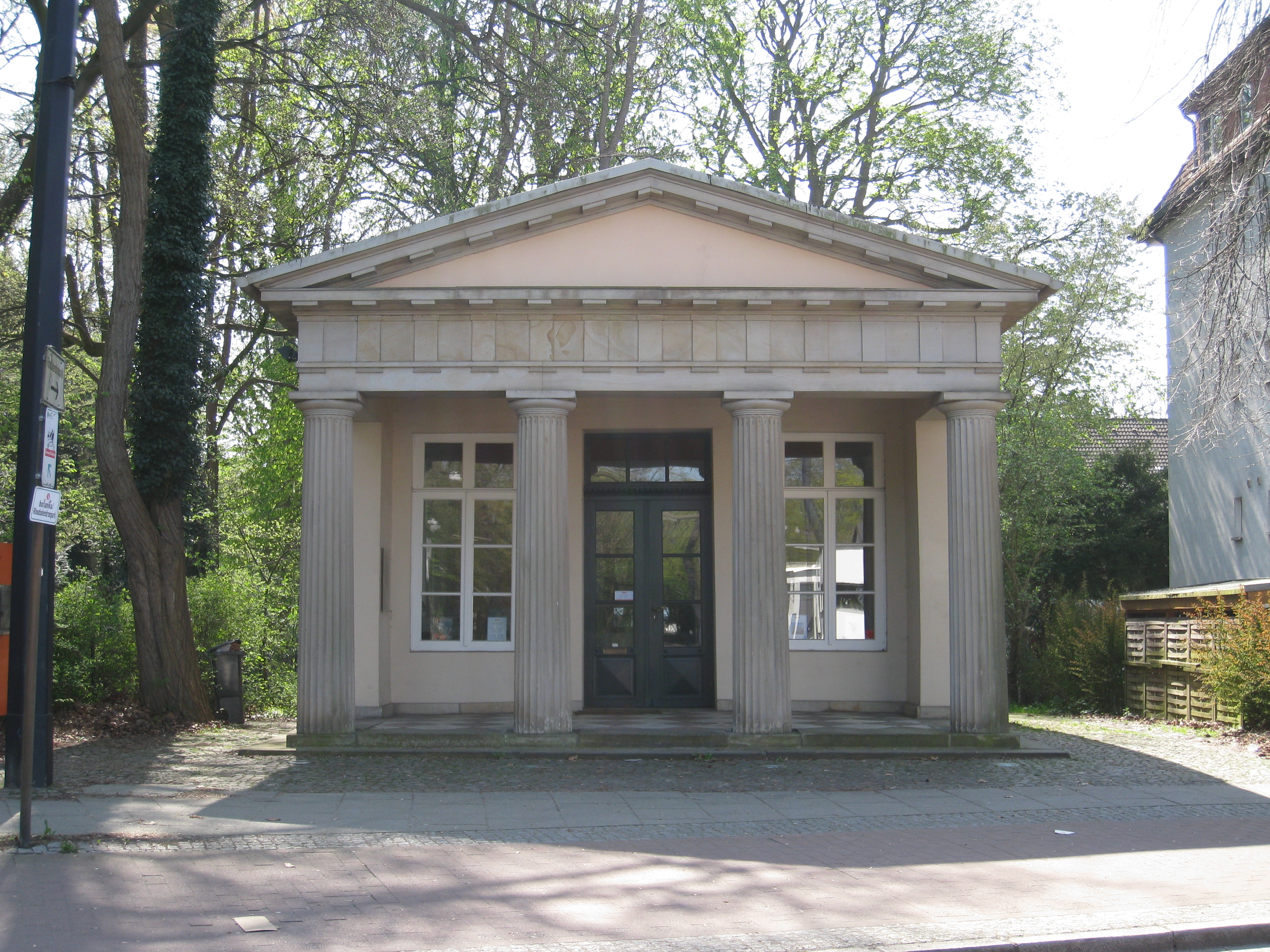
Ehemaliges Teehaus des Gutes Rosenthal

Gut Kreyenhorst (auch Gut Kreienhorst oder Schloss Kreyenhorst, ehemals Gut Rosenthal bzw. Gut Knoop) war ein großbürgerliches Anwesen mit einer weitläufigen Parkanlage im Bremer Stadtteil Horn-Lehe. 
Das ehemalige Gartenhaus bzw. Teehaus (Ecke Schwachhauser Heerstraße und Horner Heerstraße) stellt heute das letzte noch erhaltene Bauwerk des Anwesens dar. Darüber hinaus erinnern die Straßen Rosental, Deliusweg, Kreyenhorst und Am Rickmers Park in Horn-Lehe an das ehemalige Landgut.
Das Gebäude steht seit 1973 unter Bremer Denkmalschutz.

## Gut Rosenthal
Im 18. Jahrhundert gehörte das spätere Gut Kreyenhorst zu den „drei Landgütern der Vahr“, die im Zweiten Stader Vergleich (1741) unter bremischer Hoheit verblieben und zum Dorf Horn gehörten. Sie lagen östlich der Vahrer Straße (heute Bürgermeister-Spitta-Allee). Das Grundstück befand sich zunächst in Besitz von Dr. Dietrich Rosenkamp (1698–1780), der dem Anwesen den Namen Gut Rosenthal gab und eine lange, von Eichen bestandene Allee anlegte, die bis zum Achterdiek reichte. 1794 wird es gemäß einer Karte von Christian Abraham Heineken als „Landgut von Werner Wilckens in der Vahr“ bezeichnet. Auf dem Gelände sind ein großes zweiflügeliges Anwesen sowie eine künstliche Insel mit einem Pavillon zu erkennen. 1806 erwarb dann der Kaufmann und Konsul Arnold Delius das Gut und ließ den Garten neu anlegen. Nach dem Tode Delius’ wurde das Haus einige Jahre lang als Sommerresidenz verpachtet und als Gastwirtschaft genutzt, bis es 1828 in den Besitz von Everhard Delius überging, der von Jacob Ephraim Polzin an der nördlichen Grundstücksgrenze ein kleines klassizistisches Teehaus errichten ließ, den sogenannten „Freundschaftstempel“. Das Gebäude steht seit 1938 unter Denkmalschutz.

## „Schloß“ Kreyenhorst

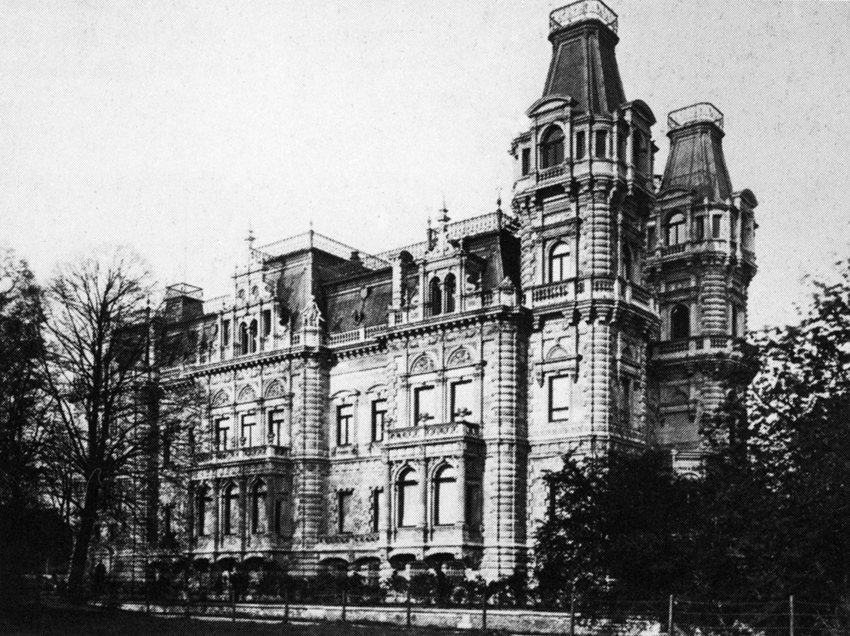
Schloss Kreyenhorst um 1900

1869 kaufte Daniel Diederich Knoop das Gelände, ließ das alte Landhaus abreißen und hier zwischen 1873 und 1875 von Johann Georg Poppe ein schlossartiges Anwesen im Neorenaissance-Stil bauen, das an Größe und Pracht alles übertraf, was es zu jener Zeit in Bremen gab. 1888 ging der Besitz an den Reedereierben Wilhelm Rickmers und dann an dessen Sohn Willi Rickmer Rickmers über. Er erweiterte das Grundstück bis zum Achterdiek auf insgesamt 312 Morgen und ließ einen englischen Landschaftsgarten mit eigener Jagd anlegen, der als Rickmers Park bezeichnet wurde. Der mit Rickmers befreundete Maler Arthur Fitger baute sich auf einem Grundstück im Garten ein Haus mit Atelier und schuf für „Schloss“ Kreyenhorst – wie das Anwesen nun genannt wurde – große Wandgemälde.
Als Rickmers 1891 verstarb und 1894 die Vahrer Straße neu angelegt wurde, kam es zu ersten Grundstücksverkäufen entlang des Straßenzuges. Kreyenhorst lag 20 Jahre brach, das Schloss verfiel und der Park verwilderte. 1911 kaufte der Bremer Staat das Grundstück nach langwierigen Verhandlungen auf und ließ Schloss Kreyenhorst in den 1920er Jahren abreißen. In der Folge machte die Stadt das Gelände zu einer öffentlichen Anlage mit einem Landhäuserbezirk. 1936 wurde durch den Bau der Reichsautobahn (heute Bundesautobahn 27) ein erheblicher Teil des Grundstückes abgetrennt. Willi Rickmer Rickmers jüngstem Bruder, dem Rittmeister Johann Rickmers, der bei seiner Teilnahme am Hitlerputsch 1923 in München getötet worden war, wurde nach der nationalsozialistischen Machtergreifung im Park ein Gedenkstein gewidmet. Ab 1933 wurde auf Teilen des ehemaligen Rickmers Parks und des angrenzenden Allmers Parks der Rhododendronpark angelegt.